# Polillo Island
Polillo Island ist die größte Insel im philippinischen Polillo-Archipel. Sie liegt im Norden der Bucht von Lamon in der Philippinensee, wenige Kilometer vor der Südostküste der Insel Luzon.
Polillo Island ist hügelig, üppig bewaldet und etwa 47 Kilometer lang und bis zu 24 Kilometer breit. 
Es gibt drei Großraumgemeinden: Den Ort Polillo im Südwesten, Burdeos im Zentrum der Insel und Panukulan im Nordwesten.
Die Insel gehört zur philippinischen Provinz Quezon.